# Народ слободе
Народ слободе (итал. Il Popolo della Libertà; PdL; ПдЛ) је бивша италијанска политичка странка либерално-демократске и хришћанско-конзервативне оријентације.
ПдЛ је створена 29. марта 2009. као синтеза две најјаче италијанске партије десног центра:
- Напред Италијо, либерална партија коју води Силвио Берлускони
- Национална Алијанса, национал-конзервативна странка Ђанфранка Финија.

У Европској унији ПдЛ је била чланица Европској народној партији.

## Историја

### Почетак и победа на изборима 2008.
Странка је створена од стране Берлусконијеве либералне и хришћанско-конзервативне странке Напред Италијо и Финијеве националистичко-конзервативне Националне алијансе и још неколико мањих странака из различитих средина и политичких убеђења (неколико од тих је већ био члан коалиције "Кућа слобода" од 2001) међу којима су:
- Хришћанска демократија за аутономије (демохришћански регионалисти);
- Нова Италијанска социјалистичка партија (социјалдемократе);
- Либерални реформатори (социјал-либерали);
- Социјална акција (националисти).

ПдЛ је покренут изненада од стране Силвиа Берлусконија током демонстрација у Милану 18 новембра 2007. на Тргу Сан Бабила.
Народ слободе је прво основан као федерација политичких странака 27 фебруара 2008, а затим претворена у политичку партију.
На италијанским општим изборима 2008., ПДЛ је освојио 37,4% гласова и постао прва странка у земљи и створио коалицију са Северном Лигом и Покретом за аутономију Југа са којим је формирао владу Берлускони IV.

### Финијев расцеп и крај Берлусконијеве владе
Лидер странке је Берлускони од свог оснивања. Међутим Берлусконијева политика наметања, као и његов превише „мек“ однос према Северној лиги, поред константног гушења унутар-партијске опозиције је довело до расцепа у покрету средином 2010. године.
Струја сакупљена око Ђанфранка Финија 30. јула исте године одлучила је да у оба дома Скупштине формира нову парламентарну групу под називом "Будућност и слобода за Италију"(FLI).
Финијев расцеп је заљуљао Берлусконијеву владу тиме што се FLI дистанцирала од рада владе, а Финијеви министри напустили Берлусконијеву владу и отворили кризу у центро-десничарској коалицији.
14 децембра 2010. Берлускони је успео корумпирајући неколико посланика из опозиције да добије нову парламентарну већину без Финија и његове партије.
12. новембра 2011. Берлускони међутим подноси оставку председнику Италије Ђорђу Наполитану, после губитка парламентарне већине и ради велике економске кризе која је снашла земљу.
16. новембра 2011. Народ слободе је пружио подршку новој технократској влади др.Марија Монтија, која је успостављена након пада старе владе.

### Избори 2013
У децембру 2012. Берлускониујева партија је ускратила подршку Монтијевој влади и затим је дошло до расписивања парламентарних избора два месеца пре рока 24. и 25. фебруара. Пдл је скопила савез са Северном лигом, са Браћом Италије (нова партија коју су фомрирали бивши чланови ПдЛ-а после пада владе), Десницом и још неким мањим странкама са којим је изашла на изборе.
Коалиција је стигла на друго место на изборима у фебруару 2013, док је ПдЛ постао трећа странка у земљи.
Након избора странка је ушла у владу националног јединства са левичарском Демократском партијом и Грађанским избором, коју предводи Енрико Лета. ПдЛ у влади је добила вицепремијера Анђелина Алфана и пет министара.

### Распад странке и повратак Напред Италије
29. јуна 2013. Берлускони је најавио крај ПдЛ-а и повратак његове старе странке Напред Италијо. У међувремену све веће поделе унутар партије су изазвале радикализацију сукоба између страначких струја. Берлускони и његови "соколови" нарочито након све већих судских проблема лидера одбили су да наставе да подржавају владу. Друга струја предвођена секретаром и вицепремијером Анђелином Алфаном је одлучила да остане уз владајућу коалицију.
Берлускони је из тог разлога 16. новембра сазвао Национални конгрес партије који је званичио крај ПдЛ-а и повратак Напред Италијо. Алфано је бојкотовао конгрес и заједно са једном групом посланика и сенатора формирао нову странку под именом Нови десни центар.

## Изборни резултати
| Народ слободе        | Гласови       | %          | Посланичка места |     |
| Избори 2008          | Дом посланика | 13.642.742 | 37,4             | 276 |
| Сенат                | 12.678.790    | 38,2       | 146              |     |
| Европски избори 2009 | 10.807.327    | 35,26      | 29               |     |
| Избори 2013          | Дом посланика | 7.332.667  | 21,56            | 98  |
| Сенат                | 6.829.373     | 22,30      | 99               |     |